# Londa
Londa (Lónda, IPA: /ˈlonda/) è un comune italiano di 1 841 abitanti della città metropolitana di Firenze in Toscana. Appartiene alla Comunità montana Montagna Fiorentina. Ha per frazioni i centri di Rincine, Fornace, Caiano, Bucigna, Caspriano, Petroio, Rata, Sambucheta, San Leolino, Vicorati, Vierle.

## Geografia fisica

### Territorio
Il comune di Londa occupa la parte sinistra del fiume Sieve ed è delimitato dal Monte Falterona, dal Monte Cucco e dal Monte Massicaia, mentre lo attraversano i torrenti Rincine e Moscia. 
Il paesaggio è vario e spazia dalla vallata al paesaggio tipico montano. La sua altitudine varia tra i 200 e i 1480 m s.l.m. e la sua estensione territoriale è pari a 59 km².
Nei pressi del centro storico è stato costruito un lago artificiale utilizzando le acque del torrente Rincine. Tale lago è meta di turisti in concomitanza delle varie manifestazioni.
- Classificazione sismica: zona 2 (sismicità medio-alta), Ordinanza PCM 3274 del 20/03/2003

### Clima
- Classificazione climatica: zona E, 2110 GG
- Diffusività atmosferica: media, Ibimet CNR 2002

## Origini del nome
Il toponimo è attestato per la prima volta nel 1028 come Unda ("onda") e allude all'acqua del torrente.

## Storia
Ci sono testimonianze di abitazioni etrusche fin dal VI secolo prima di Cristo. La Stele di Londa, oggi conservata nel Museo Archeologico Nazionale di Firenze anche se collocata temporalmente un secolo più tardi, è una prova di tali insediamenti. Oltre questa testimonianza la civiltà etrusca ci ha lasciato traccia della propria esistenza nei nomi delle frazioni di Londa, un esempio lo troviamo in Rata, Rincine, Vicorati e Vierle. I nomi delle frazioni Bucigna, Caiano, Caspriano e Petroio risalgono invece al III secolo a.C. quando si insediarono nella zona i primi insediamenti Romani.
Durante il medioevo prima i Conti Guidi e poi i Bardi controllarono la zona, costruendovi una serie di fortificazioni e torri d'avvistamento le cui tracce sono ancora evidenti nei borghi di Vicorati, Rincine e San Leolino. Nel 1375 Londa passa sotto il controllo fiorentino che, come per la vicina Dicomano, promuoverà lo sviluppo della cittadina. Territorio strategico grazie alla sua posizione lungo la via che porta ai territori casentinesi, l'espansione del centro urbano e delle frazioni sarà destinata ad aumentare sia sotto i Medici che sotto i Lorena: al 1446 sono attestati gli statuti dei comuni di Rincine e Fornace, allora principali centri urbani della regione ma oggi frazioni del capoluogo londese. Nel 1776, per decisione del granduca Pietro Leopoldo, Londa diviene comune e vi prende residenza il Podestà. L'autonomia del comune di Londa è giunta ai giorni nostri se si eccettua la breve parentesi, a partire dal 1835, di aggregazione al comune di Dicomano e all'allora vicariato di Pontassieve.
Durante il ventennio fascista, Londa finisce sulle prime pagine delle cronache nazionali a seguito dell'uccisione del sindaco fascista Annibale Fontani; già squadrista della prima ora e partecipante alla marcia su Roma, l'omicidio avviene durante i lavori per la nuova strada comunale di Rincine per mano del comunista rincinino Innocenti; le tracce della stele commemorativa apposta dal regime, poi smantellata con la Liberazione, restano in parte visibili ancora oggi. Nel 1929 un terremoto apporta notevoli danni alla cittadina, che subisce un altro duro colpo durante l'occupazione nazista dei centri di Londa e Rincine nella seconda guerra mondiale, avvenuta in ragione prossimità alla Linea Gotica. Nonostante la ritirata nazista faccia saltare, tra gli altri, il palazzo comunale e il ponte sul Rincine, il territorio londese eviterà eccidi come quello avvenuto nella vicina Vallucciole, anche se non mancarono episodi di violenza come l'assassinio il 27 agosto 1944 di tre donne ebree sorprese dai nazisti nei boschi e uccise in località Le Vigne. Di quel periodo buio, conclusosi solo con la ritirata nazista il 9 settembre 1944, è ricordato il contributo morale e materiale alla causa della Resistenza da parte dell'allora parroco di Londa, don Antonio Giorgi.
Storicamente e almeno fino agli anni '40, il territorio di Londa risultava assai popoloso anche nelle frazioni rurali, soprattutto a Rincine e Fornace, poste lungo la via casentinese. A partire dal secondo dopoguerra tuttavia, seguendo un percorso di urbanizzazione comune a tutta la penisola italiana, le campagne si spopolano e lasciano spazio all'attuale configurazione del territorio londese, dove il capoluogo municipale rappresenta l'unico vero centro urbano dotato di servizi essenziali.

### Simboli
Lo stemma, approvato con delibera del consiglio comunale, riprende l'arma dei Passerini, ossia d'azzurro, allo scaglione d'argento, caricato di tre rose di rosso, con l'aggiunta di una banda ondata d'oro, attraversante.
Il gonfalone è un drappo di azzurro.

## Monumenti e luoghi d'interesse
Tra i principali luoghi di interesse va menzionato il borgo che anticamente era isolato dalla confluenza dei due torrenti Rincine e Moscia che scorrevano in un letto diverso dall'attuale. Tale borgo prese il nome prima di "Isola" e, solo in un secondo tempo, di "Onda" da cui l'attuale nome del comune. Il nome è ricordato nello stemma da un'onda dorata su sfondo blu.

### Architetture religiose
- Propositura della SS Concezione.
- Chiesa di Santa Maria a Caiano, ricordata già dal 1276, era fra la suffraganee della pieve di San Leolino in Montanis.
- Chiesa di San Lorenzo a Fornace, menzionata sin dal XII secolo fra le dipendenze della pieve di San Detole.
- Pieve di Sant'Elena a Rìncine, ricordata nel 1274 e nel 1299 tra le chiese dipendenti dalla pieve di San Detole, la chiesa deve il suo titolo ad una tradizione secondo la quale l'imperatrice Elena, madre di Costantino, si ritirò in penitenza in una grotta nei pressi delle piane dell'Aina.
- Pieve di San Leolino, piccola pieve di San Leolino in Montanis è posta a poca distanza dai ruderi, ancora imponenti, del castello che fu dei conti Guidi; secondo la tradizione sorge sul luogo ove nel IV secolo fu martirizzato san Leolino.

### Architetture civili

#### Piazze
- Piazza Umberto I. Già piazza Montini, al centro del lastricato della piazza sorge la caratteristica fontana, opera dell'ing. Tito Gori.
- Piazza della Repubblica

#### Ville
- Villa Dufour Berte
- Villa Gori a Caiano
- Villa Gori a Fornace
- Villa Luciano

#### Ponti
- Ponte sul fiume Moscia: ponte medievale a schiena d'asino, in pietra.
- Ponte sul fiume Rincine: ponte in pietra costruito nel 1871 con due ampie luci ad arco.
- Nelle frazioni di Rincine e Fornace resistono due ponti d'età medievale, oggi in disuso in quanto posti al di fuori delle strade municipali.

### Area naturale
Il comune di Londa è caratterizzato da bassa densità abitativa e grandi zone boscose, tendenza ulteriormente accresciuta con lo spopolamento delle zone rurali negli anni '50 e '60 e il graduale ritorno dei boschi anche in aree tradizionalmente agricole. Questo ha portato all'attuale configurazione del territorio, che appare coperto da grandi aree forestali e per questo molto apprezzato per attività quali le escursioni a piedi, le passeggiate a cavallo e la raccolta dei funghi. Parte del territorio comunale è compreso nel Parco Nazionale delle Foreste Casentinesi, monte Falterona e Campigna, di cui è presente un Centro Visite dedicato nei pressi del lago di Londa.

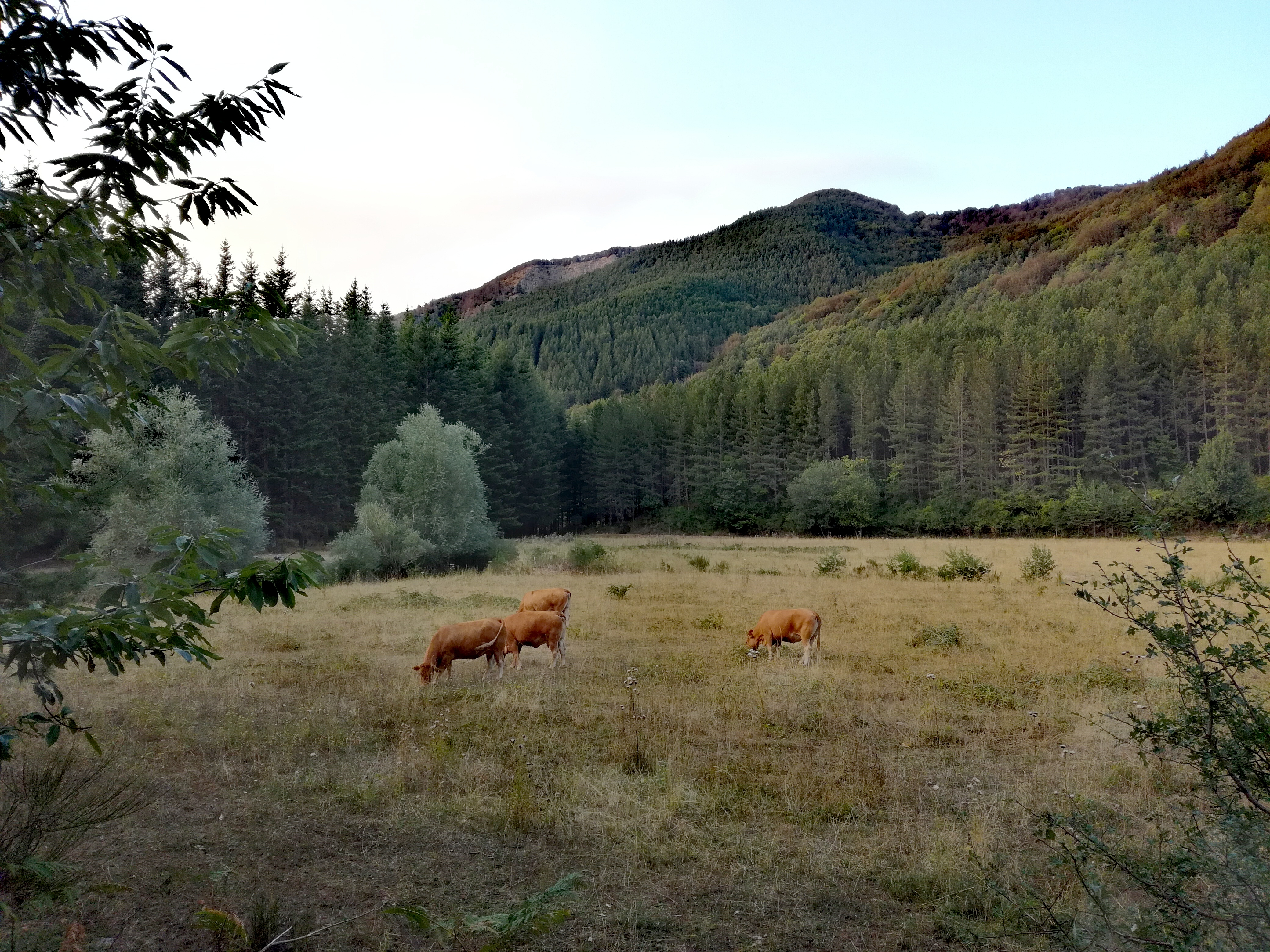
Bovini al pascolo nei boschi di Rincine, frazione di Londa

#### Fauna
Oltre ai comuni cinghiali e caprioli, i boschi della zona presentano un'elevata presenza di cervi e alcuni gruppi di lupi, presenti soprattutto nelle zone prossime al monte Massicaia.

#### Lago di Londa
Londa è nota per la presenza di un lago, ottenuto dallo sbarramento delle acque del torrente Rincine e costruito nell'ambito dei progetti di regolazione del bacino idrogeologico della Valdisieve negli anni '50.

## Società

### Evoluzione demografica
Abitanti censiti

### Etnie e minoranze straniere
Secondo i dati ISTAT al 31 dicembre 2010 la popolazione straniera residente era di 130 persone. Le nazionalità maggiormente rappresentate in base alla loro percentuale sul totale della popolazione residente erano:
- Albania 56 2,99%
- Romania 34 1,81%

## Cultura

### Eventi
- Festa di settembre: l'istituzione di questa festa risale agli anni '60 per far fronte al fenomeno della migrazione verso la città e per promuovere e sostenere, attraverso il turismo, l'economia comunale. La festa ha il suo momento più importante nell'assegnazione della "Pesca d'Argento" che premia il produttore che ha presentato la migliore cassetta contenente tale frutto. Il secondo fine settimana di settembre la festa raggiunge il culmine e, oltre al già citato premio, il turista può assistere a gare gastronomiche, a concerti e ai tradizionali fuochi artificiali.
- Il Santo Patrono (8 dicembre, Immacolata Concezione): per celebrare la festa sono previsti concerti di musica classica ed esibizioni di cori, inoltre è previsto un mercatino dell'antiquariato che poi si ripete anche in altre date.
- Palio della brocca (prime due settimane di luglio): Intorno all'ormai lontanissimo secolo XIII nelle terre intorno a Firenze dei Guelfi e Ghibellini, si viveva semplicemente, anche se tra povertà, pestilenze e malumori di ogni sorta che sfociavano in continue lotte tra fazioni avverse. Ovviamente questo riguardava la gente comune, il popolo; poiché invece i vari signorotti sparsi qua e là dalle piane ai monti delle varie signorie di area fiorentina, vivevano nell'agio. Ognuno di questi signorotti era sovrano entro i propri confini; e non mancando a quell'epoca la bellicosa tendenza alla supremazia sui vicinanti, si scatenavano spesso tenzoni cruente anche all'interno di una stessa realtà geografica. Le zone del Mugello e dell'Alta Val di Sieve non facevano eccezione; fino a che per dar modo al popolo di pensare meno ai problemi giornalieri, anche se metaforicamente e per un sol giorno si pensò di sfruttare la faziosità a scopo liberatorio e rigenerante, istituendo dei giochi per tutti e che per i quali, tutti si preparavano durante il corso dell'anno. Dal 2003 l'associazione Ludorum Dies ha voluto riprendere questa antica usanza al fine di ritrovare la gioia ludica dei protagonisti di allora. Il Palio della Brocca è una contesa disputata da 8 compagini: Londa che rappresenta il capoluogo, e le sue 8 frazioni, Caiano, Fornace, Petroio, Rata, Rincine, Vicorati e Vierle. Nei giorni di gara, 2 di semifinali e 1 di finale, 4 delle 8 compagini alla volta si cimentano in 6 specialità. Alla fine del Palio la compagine vincente riceve una brocca in ceramica, realizzata da artisti locali, piena di buon Vino.

### Musica
Scuola Comunale di Musica, gestita da Associazione Sound.

## Sport

### Calcio
La principale squadra di calcio della città è ASD Londa 1974 che milita nel girone B fiorentino di 3ª Categoria. È nato nel 1974.

## Amministrazione
Di seguito è presentata una tabella relativa alle amministrazioni che si sono succedute in questo comune.
| Periodo          | Periodo         | Primo cittadino           | Partito                                                   | Carica  | Note   |
| ---------------- | --------------- | ------------------------- | --------------------------------------------------------- | ------- | ------ |
| 11 maggio 1987   | 30 maggio 1990  | Ugo Pietosi               | Democrazia Cristiana                                      | Sindaco | [ 13 ] |
| 30 maggio 1990   | 3 febbraio 1994 | Bruno Mugnaini            | Democrazia Cristiana                                      | Sindaco | [ 13 ] |
| 13 febbraio 1994 | 24 aprile 1995  | Mariano Frenos            | Democrazia Cristiana                                      | Sindaco | [ 13 ] |
| 24 aprile 1995   | 14 giugno 1999  | Tiziana Iemmolo Batistoni | centro-sinistra                                           | Sindaco | [ 13 ] |
| 14 giugno 1999   | 14 giugno 2004  | Tiziano Lanzini           | centro-sinistra                                           | Sindaco | [ 13 ] |
| 14 giugno 2004   | 8 giugno 2009   | Tiziano Lanzini           | centro-sinistra                                           | Sindaco | [ 13 ] |
| 8 giugno 2009    | 26 maggio 2014  | Aleandro Murras           | centro-sinistra                                           | Sindaco | [ 13 ] |
| 26 maggio 2014   | 27 maggio 2019  | Aleandro Murras           | lista civica di centro-sinistra Centro sinistra per Londa | Sindaco | [ 13 ] |
| 27 maggio 2019   | in carica       | Tommaso Cuoretti          | lista civica Insieme per Londa                            | Sindaco |        |